# NGC 7185
NGC 7185 (другие обозначения — PGC 67919, ESO 601-10, MCG -4-52-11) — галактика в созвездии Водолей.
Этот объект входит в число перечисленных в оригинальной редакции «Нового общего каталога».